# Boris Krischek
Boris Krischek (* 9. Februar 1972 in Esslingen am Neckar; † 21. Mai 2021) war ein deutscher Neurochirurg und Hochschullehrer.

## Leben
Boris Krischek wurde im Jahr 2000 an der Universität des Saarlandes promoviert mit der Dissertation Standardisierung und Validierung eines neuen Thrombozytenfunktionstestes zur Messung der Thrombozytenretention unter besonderer Berücksichtigung morphologischer Kriterien. Er habilitierte sich 2008 an der Universität Tübingen mit der Arbeit The genetics of intracranial aneurysms. 2011 wurde er zum außerplanmäßigen Professor der Universität Tübingen und 2014 zum außerplanmäßigen Professor der Universität zu Köln ernannt. Von 2013 bis 2020 war er als Leitender Oberarzt der Klinik für Allgemeine Neurochirurgie am Zentrum   für Neurochirurgie der Universitätsklinik Köln tätig. Zu seinen wissenschaftlichen Schwerpunkten gehörten neurovaskuläre Erkrankungen und gutartige Hirntumoren.
Krischek starb 2021 im Alter von 49 Jahren. Er wurde auf dem Kölner Zentralfriedhof Melaten beigesetzt.